# Sindrome de soledad inquieta
El síndrome de la soledad inquieta (SSI) es un concepto muy reciente de la psicología cognitivo-conductual moderna, y hace referencia a un estado del individuo en el que en los momentos de aislamiento social padece episodios depresivos leves, crisis nerviosas y búsqueda de compañía que le libere de los pensamientos irracionales invasivos de la mente. La característica más destacable de este síndrome es la falta de autocontrol y autorregulación.
Las personas que padecen este síndrome se caracterizan por un perfil extrovertido atípico, con carencias afectivas tempranas y generalmente reducida capacidad cognitiva e hipoactivación del lóbulo prefrontal, lo cual les provoca pensamientos rumiantes negativos respecto a la actitud de los demás hacia ellos mismos. No obstante, estos síntomas generalmente no son observables, aunque se pueden llegar a manifestar más claramente en situaciones novedosas tales como viajes con personas cercanas o simplemente por ruptura de la rutina, dejando de realizar hábitos como pueden ser ir a trabajar o ir a clase.
Dada la novedad de este síndrome, aún no se conoce cura efectiva ni terapia que manifieste mejoras significativas, aunque la administración de psicofármacos antipsicóticos y antidepresivos (utilizados actualmente para combatir los episodios esquizofrénicos) dan lugar a cierta mejoría en los efectos derivados de esta enfermedad.
Sin embargo la terapia Cognitivo Conductual, ya se lleva a cabo para el tratamiento, siendo esta una de las técnicas más apropiadas para la solución a este trastorno.
Realizando tratamientos de restructuración cognitiva se puede aumentar el índice de mejoría en las personas con este trastorno.
TAMBIEN TE PUEDE SERVIR ESTO QUE TE DEJO ACA...
Este Síndrome se refiere a una sensación de soledad que va acompañada de una inquietud interna, un malestar que puede manifestarse a través de pensamientos negativos, ansiedad o una necesidad constante de comunicación o interacción social, incluso cuando la persona está sola.
Para determinar si tienes este síndrome, te recomiendo una evaluación basada en algunos síntomas característicos, como:
1. Sentir una soledad profunda, incluso en compañía de otros.
2. Experimentar una inquietud constante o  ansiedad cuando estás solo.
3. Sentir que necesitas estar en contacto con otros para sentirte bien, pero también sentirte frustrado o insatisfecho en esas interacciones.
4. Pensamientos recurrentes sobre la soledad y el vacío emocional.
5. Dificultad para disfrutar de la soledad sin sentir angustia.

¿Qué puedes hacer?
- Reflexiona sobre cómo te sientes en tu día     a día respecto a la soledad y la inquietud.
- Observa si estos sentimientos afectan tu     bienestar mental y emocional.
- Considera hablar con un psicólogo o un     especialista en salud mental para una evaluación profesional, ya que ellos     podrán aplicar técnicas específicas y realizar un diagnóstico preciso.

Cuestionario de Autovaluación para la Soledad Inquieta
1. ¿Con qué frecuencia sientes una profunda     soledad, incluso cuando estás acompañado?
  - Nunca
  - Rara vez
  - A veces
  - Frecuentemente
  - Siempre
2. Cuando estás solo, ¿sientes una inquietud     o ansiedad que no desaparece fácilmente?
  - Nunca
  - Rara vez
  - A veces
  - Frecuentemente
  - Siempre
3. ¿Necesitas estar en contacto con otras     personas para sentirte bien, pero luego te sientes frustrado o     insatisfecho con esas interacciones?
  - Nunca
  - Rara vez
  - A veces
  - Frecuentemente
  - Siempre
4. ¿Piensas con frecuencia en la soledad o en     sentimientos de vacío emocional?
  - Nunca
  - Rara vez
  - A veces
  - Frecuentemente
  - Siempre
5. ¿Te resulta difícil disfrutar de momentos     en los que estás solo sin sentir angustia?
  - Nunca
  - Rara vez
  - A veces
  - Frecuentemente
  - Siempre

¿Qué significan tus respuestas?
- Mayormente en las opciones     "Frecuentemente" o "Siempre" podrían indicar que     tienes ciertos aspectos relacionados con el síndrome de soledad inquieta.
- Es importante recordar que esta     herramienta no reemplaza una evaluación profesional.

Como psicólogo Recomiendo que si respondiste el cuestionario y crees que presentas estos síntomas, hagas lo siguiente.
·        1. Busca apoyo profesional
·        La mejor opción es acudir a un psicólogo o terapeuta. Ellos podrán ofrecerte una evaluación precisa y diseñar un plan de intervención personalizado. La terapia puede ayudarte a entender las raíces de tus sentimientos, manejar la ansiedad y encontrar formas saludables de afrontar la soledad.
·        2. Practica la autoconciencia
·        Intenta identificar cuándo y por qué sientes esa inquietud o soledad. Llevar un diario emocional puede ayudarte a reconocer patrones y pensamientos recurrentes que alimentan esos sentimientos.
·        3. Fortalece tus relaciones sociales
·        Conecta con personas que te brinden apoyo emocional y compañía significativa. Esto no significa solo estar en presencia de otros, sino construir relaciones que te hagan sentir comprendido y aceptado.
·        4. Desarrolla actividades que te gusten
·        Dedica tiempo a actividades que disfrutes y que te ayuden a sentirte bien contigo mismo, como hobbies, ejercicio, meditación, o pasatiempos creativos. Esto puede reducir la sensación de vacío y promover tu autoestima.
·        5. Busca estrategias para manejar la ansiedad
·        Practicar técnicas de relajación, mindfulness o respiración profunda puede ayudarte a reducir la inquietud cuando te sientes incómodo estando solo.
·        6. Acepta la soledad como parte del proceso
·        Aprender a disfrutar de tu propia compañía y aceptar que estar solo puede ser una oportunidad de crecimiento personal también es fundamental.
·        7. Mantén una rutina saludable
·        Dormir bien, comer balanceado y hacer ejercicio regularmente contribuyen a mejorar tu estado emocional.
- Barlow, David H. (2007). Psicopatología. Thomson.

- Simon, M. A. (2005). Manual de psicofisiologia clínica. Pirámide.
- Psicólogo,Octavio Alfonso Maass Saad. Blog SSI , Síndrome de Soledad Inquieta.